# Hałyna Pundyk
Hałyna Wasiliwna Pundyk (ukr. Галина Василівна Пундик; ur. 7 listopada 1987 w Czotyrbokach) – ukraińska szablistka, mistrzyni olimpijska, wielokrotna medalistka mistrzostw świata i Europy.
Podczas igrzysk olimpijskich w Pekinie w 2008 roku reprezentacja Ukrainy w składzie: Olha Żownir, Olha Charłan, Hałyna Pundyk i Ołena Chomrowa zdobyła złoty medal w zawodach drużynowych. W zawodach indywidualnych zajęła tam 29. miejsce. Były to jej jedyne starty olimpijskie.
Na mistrzostwach świata w Antalyi w 2009 roku razem z Charłan, Żownir i Chomrową zdobyła drużynowo kolejny złoty medal. W tej samej konkurencji zdobywała również srebrne medale na mistrzostwach świata w Petersburgu (2007), mistrzostwach świata w Paryżu (2010), mistrzostwach świata w Katanii (2011) i mistrzostwach świata w Kijowie (2012). Ponadto podczas mistrzostw świata w Budapeszcie w 2013 roku Ukrainki w składzie: Olha Charłan, Alina Komaszczuk, Hałyna Pundyk i Ołena Woronina ponownie zwyciężyła w rywalizacji drużynowej.
Kilkukrotnie zdobywała medale mistrzostw Europy, w tym złote drużynowo na mistrzostwach Europy w Płowdiwie w 2009 roku i mistrzostwach Europy w Lipsku w 2010 roku.
Podczas uniwersjady w Bangkoku w 2007 roku zdobyła srebrny medal w turnieju indywidualnym.